# Liutvino di Treviri
Liutvino di Treviri, anche Lutwin o Ludwin o Leodewin, latino Lutwinus (VII secolo – Reims, 717), è stato un vescovo franco.
Fu il fondatore dell'abbazia di Mettlach e vescovo di Treviri, ma è leggendario anche a Reims e a Laon.

## Biografia

### Origini
Liutvino era un nobile franco, figlio di Guerino di Poitou e Gunza di Treviri, appartenente alla stirpe dei Guideschi. Suo zio Basino fu vescovo di Treviri fino al 705. Liutvino non aveva inizialmente l'intenzione d'intraprendere la carriera ecclesiastica. Egli sposò in conformità al suo ceto presumibilmente una donna della famiglia dei Robertingi, dalla quale ebbe due figli, Milone e Wido. Un'ulteriore figlia fu Rotrude di Treviri, prima moglie di Carlo Martello; studi più recenti hanno stabilito in realtà che fu la figlia del conte Lamberto di Hesbaye (?-†714), antenato dei Robertingi. Un suo parente (anche se non si sa di quale grado) era Lamberto, il quale fu il padre di due figli, Lamberto I di Nantes e Guido II di Vannes.

### Agiografia

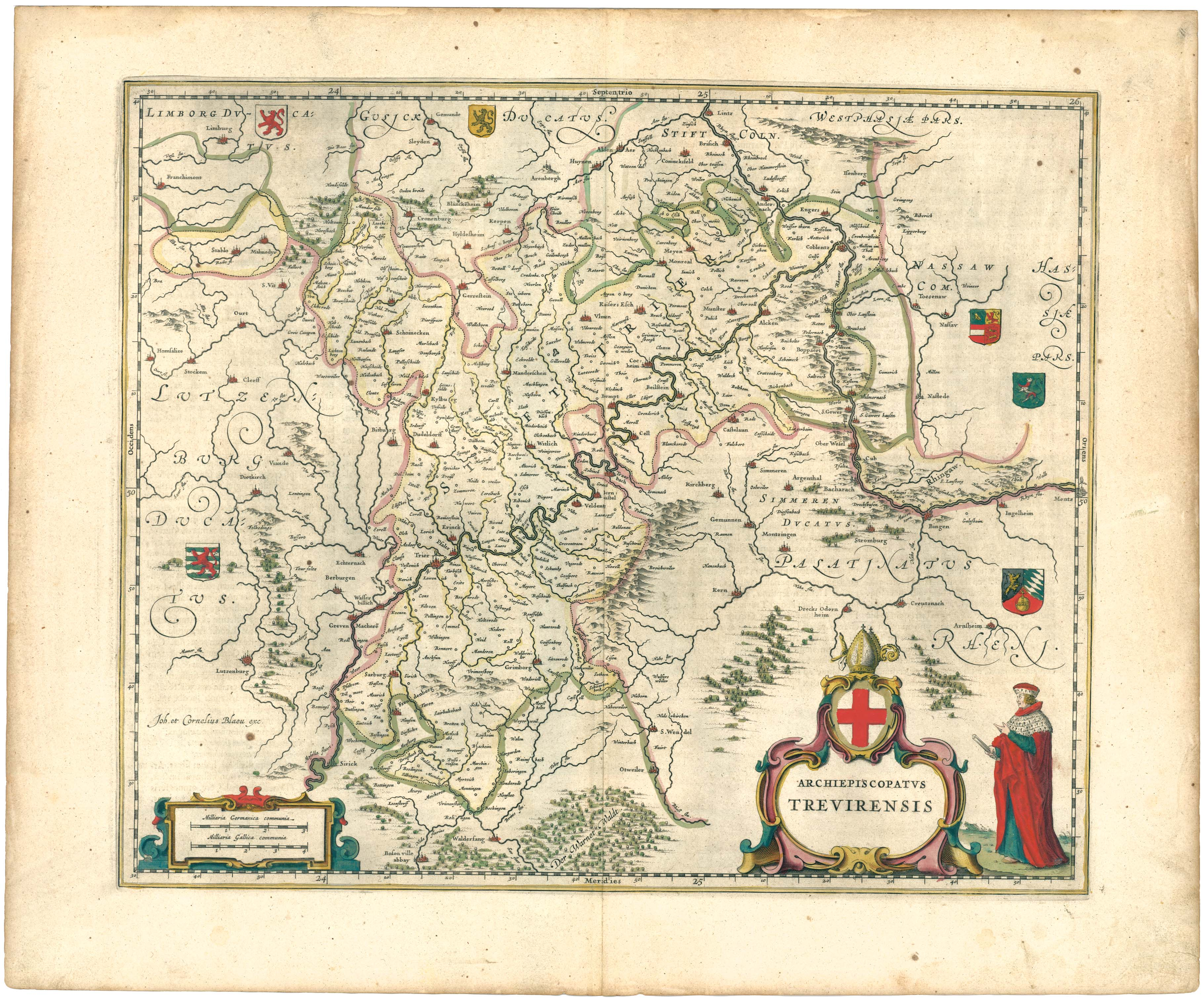
Mappa dell'arcidiocesi di Treviri

La leggenda narra che Liutvino, durante una partita di caccia si fermò in una radura nei pressi della "svolta della Saar" e si addormentò. Un'aquila volò su di lui e protesse il dormiente all'aria aperta dai raggi del sole. Quando Liutvino lo venne a sapere da un servo, interpretò l'evento come un segno mandatogli da Dio. Egli fece erigere sul luogo del "miracolo dell'aquila" una cappella in onore di san Dionigi. La cappella di Dionigi si sviluppò presto in un centro missionario cristiano. (Al suo posto oggi c'è la chiesa parrocchiale di San Gengolfo a Mettlach).
Nel 690 Liutvino fondò l'Abbazia di Mettlach. Dopo la morte dello zio Basino, egli gli successe come vescovo di Treviri. Poco dopo egli, secondo la leggenda, divenne anche vescovo di Reims e di Laon, diventando così uno dei più importanti dignitari del regno dei Franchi.

### Morte ed esequie
Liutvino morì nel 717 a Reims e ivi fu sepolto. Il suo successore nelle sedi episcopali di Treviri e Reims fu il figlio Milone, il quale fece traslare la salma del padre a Treviri, per farlo inumare in patria. Tuttavia dopo la traslazione della salma non fu possibile inumarla a Treviri. Così fu presa la decisione, di far scegliere al morto il luogo della sua sepoltura. La salma fu portata su un'imbarcazione, che si diresse da sola subito dopo, risalendo la Mosella e quindi la Saar, a Mettlach, dove la campane presero a suonare. La salma di Liutvino fu inumata nella chiesa dell'abbazia di Mettlach.

## Culto

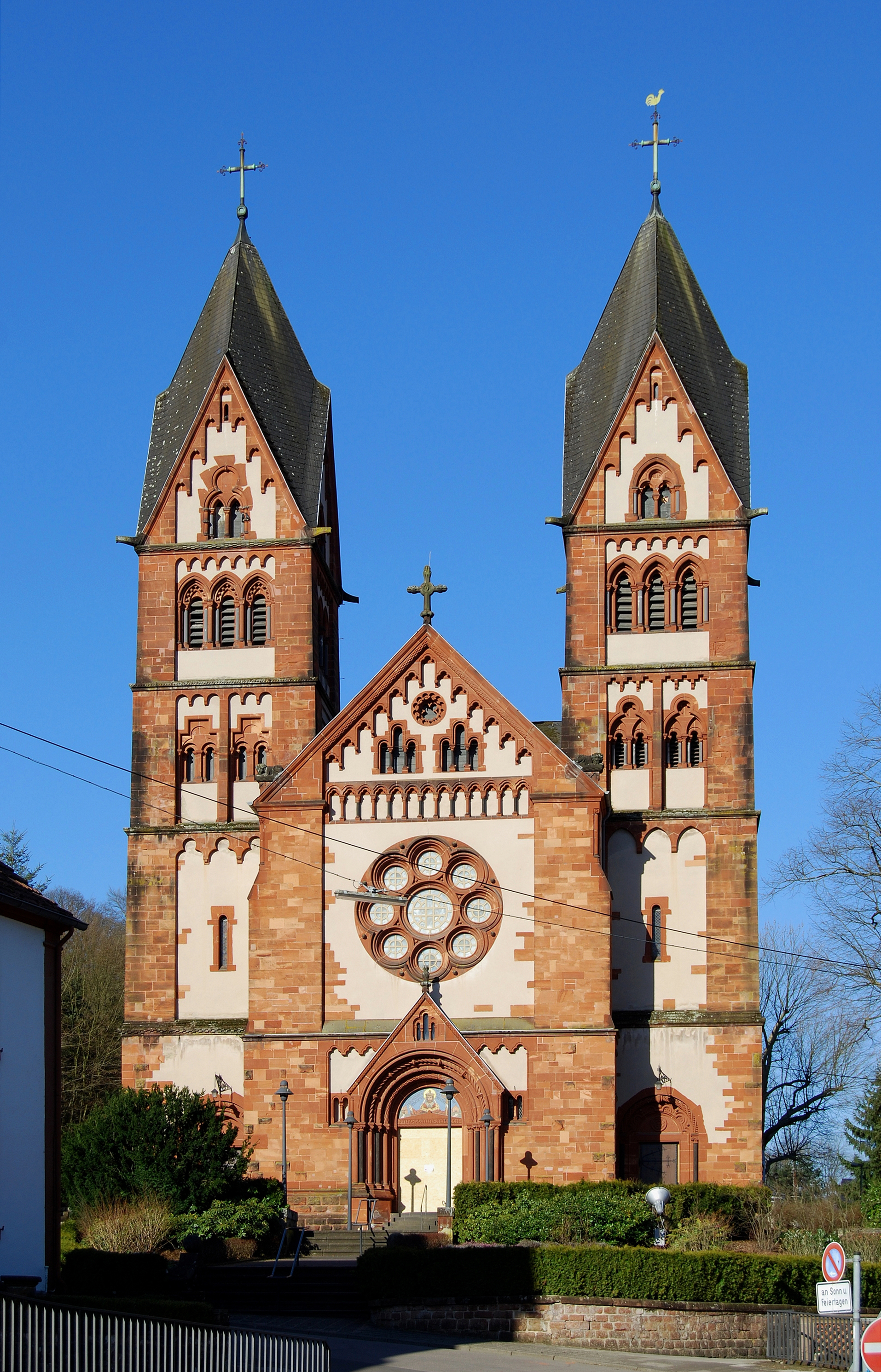
La chiesa di san Liutvino a Mettlach

Già quando era ancora in vita Liutvino deve aver compiuto miracoli.
Notizie di miracoli sulla tomba di Liutvino fecero di Mettlach un luogo di pellegrinaggio molto frequentato. Verso il 990 la chiesa di Santa Maria fu ricostruita ispirandosi alla Cappella Palatina di Carlomagno ad Aquisgrana. Questa chiesa oggi è nota a Mettlach come "L'antica torre" ed è la più antica costruzione in pietra della Saar.
Nel 1247 le reliquie di Liutvino furono traslate nella cappella omonima, appositamente eretta. Oltre 200 anni dopo esse furono nuovamente trasferite, questa volta in una nuova cappella, collegata alla chiesa abbaziale. Dopo la rivoluzione francese gli edifici dell'abbazia passarono in proprietà della famiglia d'industriali Boch. Questa fece demolire la chiesa pericolante e costruire a proprie spese la chiesa di san Liutvino, nella quale le reliquie del santo giacciono ancora oggi.
La data originale della memoria liturgica di san Liutvino era il 29 settembre. In questa data però cade anche la memoria dell'Arcangelo Michele, così, nel XVIII secolo, la data della celebrazione di Liutvino fu spostata dal 18 al 28 settembre. Dopo il Concilio Vaticano II la memoria liturgica venne nuovamente spostata al 29 settembre.

## Nell'arte
Mosaici del pittore Bernhard Gauer di Düsseldorf come del pittore sacro Alfred Gottwald di Bonn, mostrano a Mettlach, nella chiesa di san Liutvino, scene della vita del santo. I mosaici fecero da modello per cinque emissioni speciali di francobolli sulla Saar dal 1950.

Rappresentazioni dalla vita di Liutvino dai mosaici nella chiesa di san Liutvino
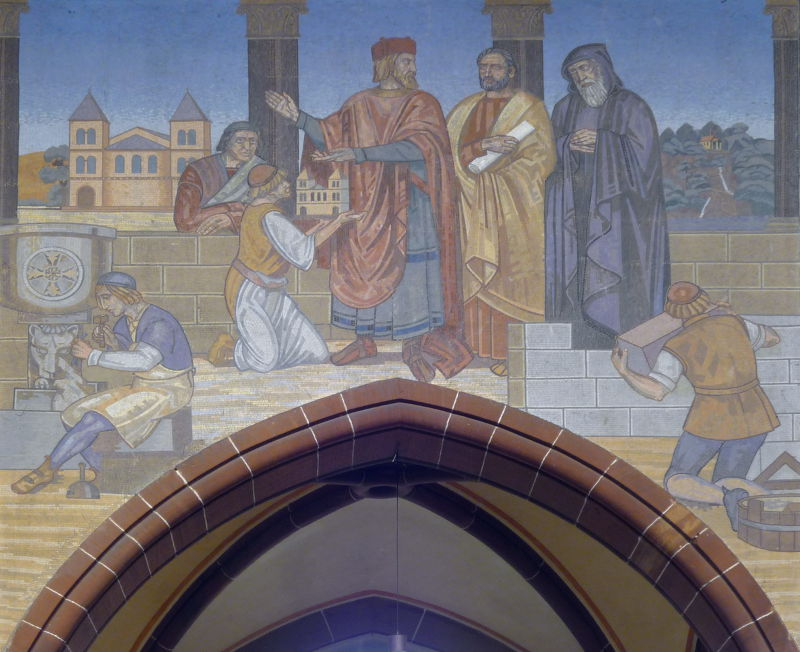
Liutvino fa erigere l'abbazia a Mettlach
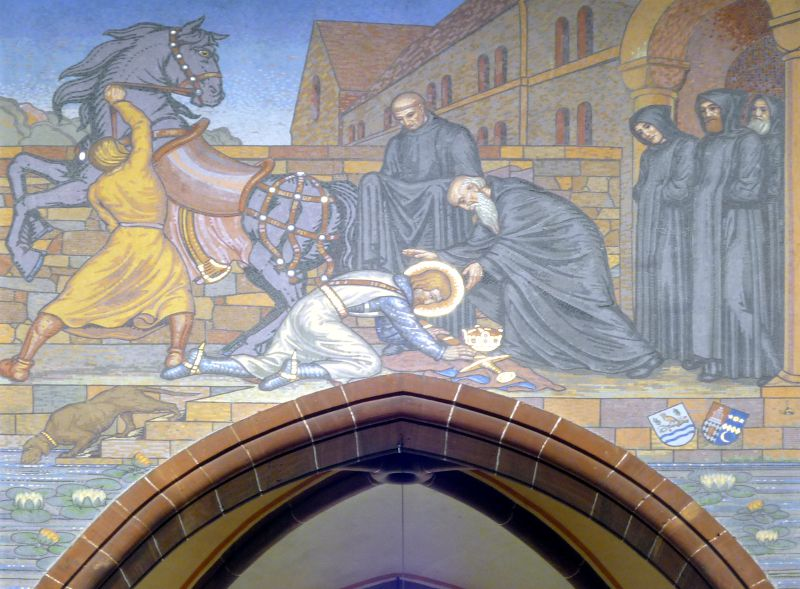
Ingresso all'abbazia
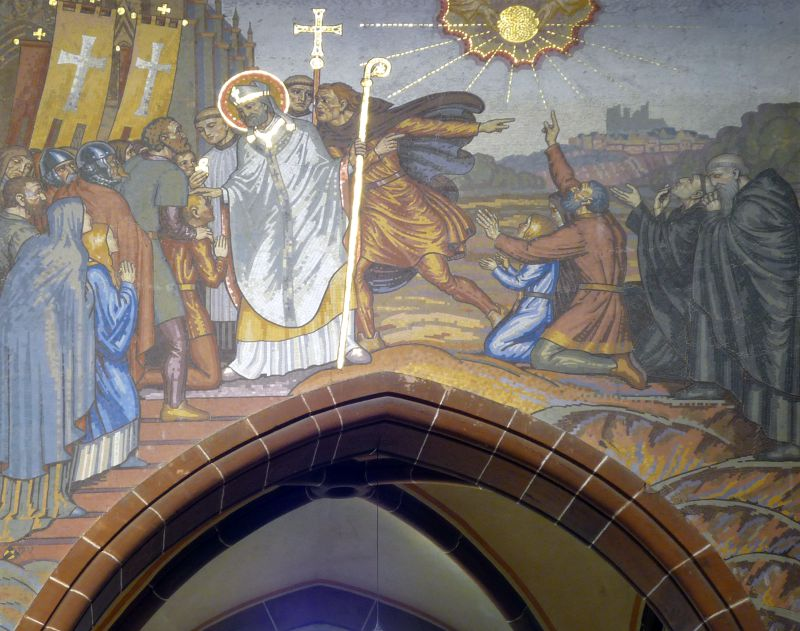
Liutvino cresima a Reims
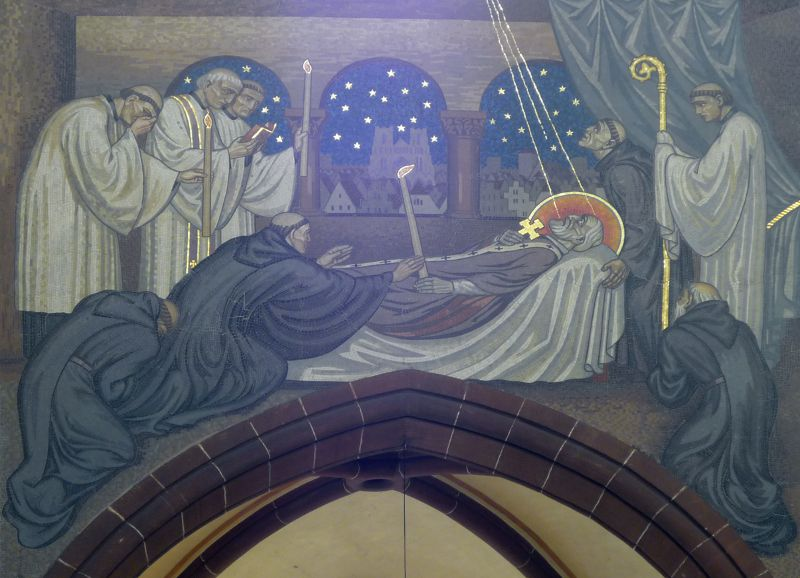
Morte di Liutvino a Reims
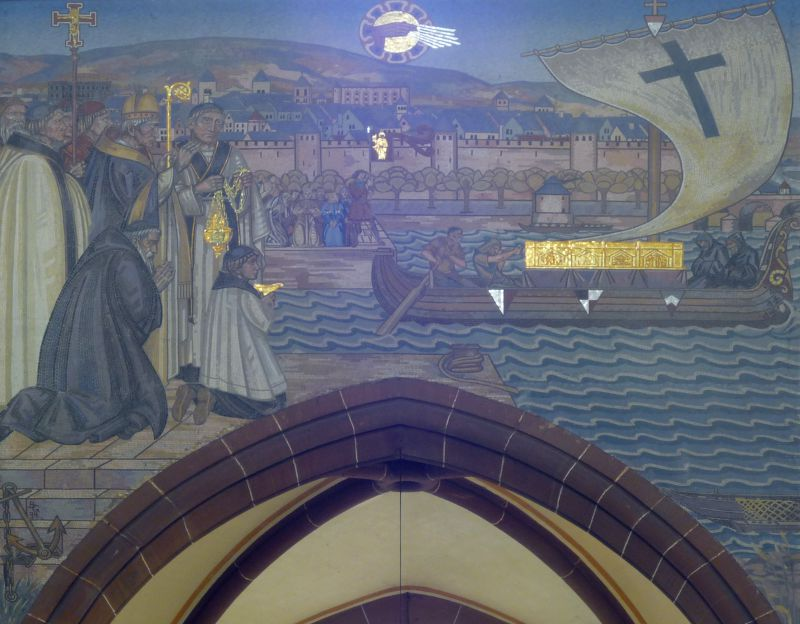
Nella traslazione della salma con i suoi resti mortali l'imbarcazione non accetta di ormeggiarsi a Treviri